# Pütt
Pütt m. (niederdeutsch Schacht, Brunnen, Pfütze, niederländisch put, englisch pit, französisch puits, althochdeutsch pfuzzi, kölsch Pütz, lateinisch puteus) bezeichnet im Ruhrdeutschen und im Aachen-Heinsberger Kohlerevier ein Bergwerk oder Zeche.

## Pütt und Pott
Von Pütt, Synonym für den Bergbau, leiten sich trotz der phonetischen Ähnlichkeit mit dem niederdeutschen Putt nicht die Bezeichnungen „Kohlenpott“, „Pott“ oder „Ruhrpott“ für das Ruhrgebiet her, obwohl diese Meinung gelegentlich vertreten wird. Vielmehr hat das Wort „Pott“, niederdeutsch meist „Putt“ sowie hochdeutsch „Topf“, eine ganz eigenständige Etymologie. Der Begriff steht beim Ruhrpott und einigen Regionen mit ähnlicher Charakteristik für einen niedriger als seine Umgebung liegenden Landstrich, in Anlehnung an das Innere eines Topfes. Im Falle des Ruhrgebiets besteht auch ein Bezug zu der Tatsache, dass die Region über 200 Jahre lang ein Einwanderungsgebiet, ein Schmelztiegel war.

## Bergbau

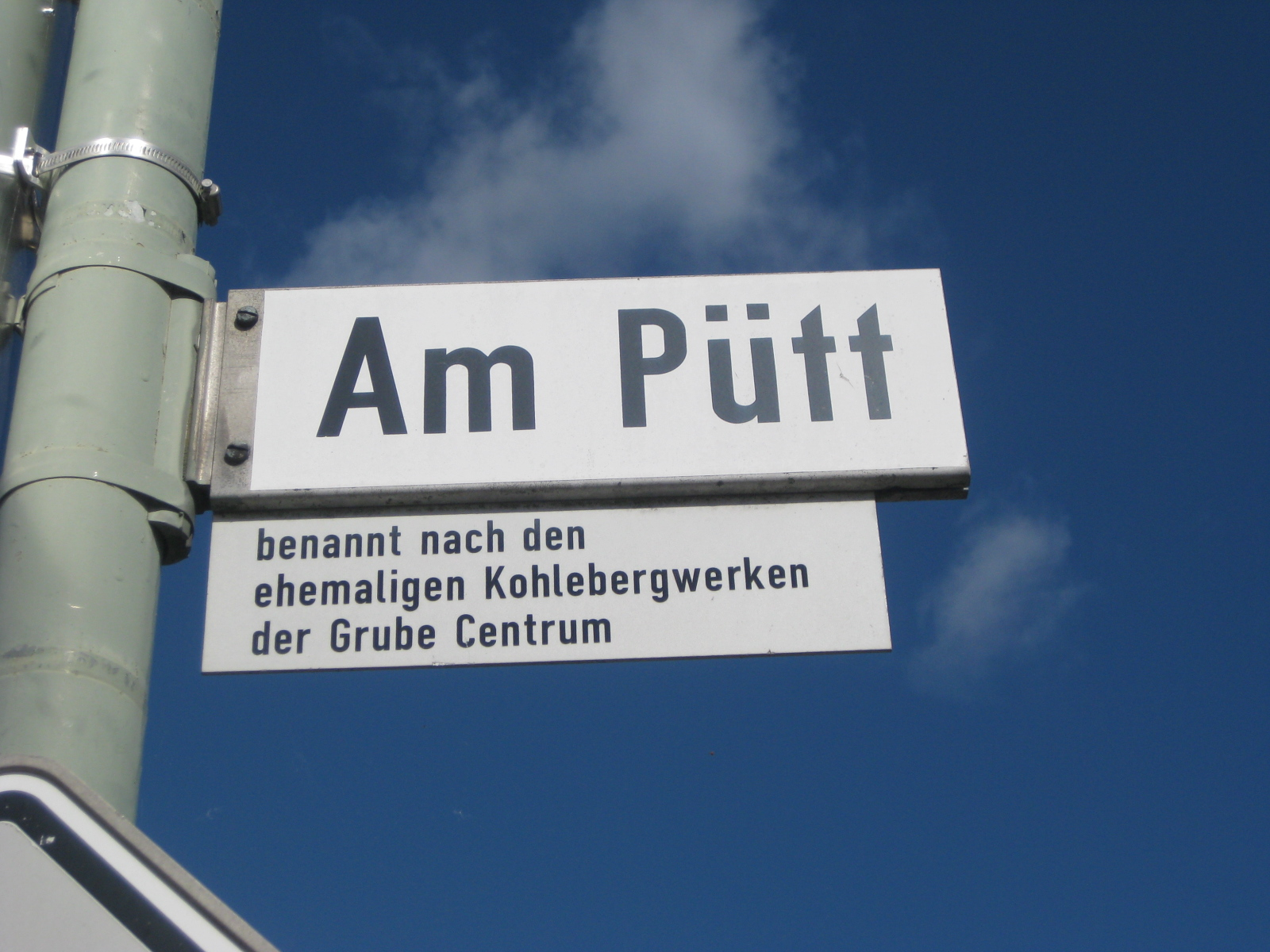
Straßenschild zur Grube Centrum

Die lateinische Bezeichnung puteus (= „Brunnen“ oder „Grube“) für einen brunnenartigen Schacht findet sich bereits in Urkunden zum mittelalterlichen Bergbau in Deutschland.
Der Steinkohlenbergbau im heutigen Ruhrgebiet begann in dessen Süden, im Ruhrtal, wo die Flöze zutage traten, und verlagerte sich dann immer weiter nördlich. Es wurde zunächst nur von der Oberfläche aus immer tiefer geschürft, bis eine trichterförmige Grube entstanden war, in der eindringendes Grundwasser dann ein weiteres Schürfen unmöglich machte. Diese Art des Kohleabbaus setzte sich bis ins 16. Jahrhundert hinein fort.

## Sonstiges
Seit den 1920er-Jahren in der Literatur erwähnt, ist „Pütt“ die volkstümliche, in Mecklenburg weit verbreitete Bezeichnung für die Stadt Parchim. Das plattdeutsche Wort für „Pfütze“ spielt wahrscheinlich auf die Größe des Parchimer Wockersees an, wird aber heute mit der Stadt in Zusammenhang gebracht.
In manchen Teilen Westfalens bezeichnet man jemanden, der im Untertagebau arbeitet, als „Püttmann“, manchmal auch als „Pütti“ oder im Scheinslawismus als „Püttek“. Ironisch-vornehme Bezeichnungen für Bergmann  sind „Püttologe“ oder „Püttrologe“.
Der Heimatbund Parchim gibt seit 1983 die heimatkundliche Schriftenreihe Pütt heraus, in der alljährlich ein Heft erscheint.